# الاتحاد المصري للغرف السياحية
الاتحاد المصري للغرف السياحية، أنشئ بموجب القانون رقم 85 لسنة 1968، ويشتمل الاتحاد على خمس غرف سياحية.

## التشريعات المنظمة
- قانون رقم 85 لسنة 1968 في شأن إنشاء الغرف السياحية وتنظيم اتحاد لها.[3]
  - التعديلات:
    - قانون رقم 124 لسنة 1981.[4]
- قانون رقم 27 لسنة 2023 في شأن إنشاء الغرف السياحية وتنظيم اتحاد لها.[5]
  - ألغي بموجبه:
    - القانون رقم 85 لسنة 1968.

## الأعضاء
- غرفة شركات ووكالات السفر والسياحة: وتشمل جميع المنشآت التي تقوم بالأعمال والخدمات السياحية.
- غرفة المنشآت الفندقية: وتشمل الفنادق السياحية والبنسونات والاستراحات والبيوت المفروشة المرخص لها باستقبال السائحين.
- غرفة المنشآت والمطاعم السياحية: وتشمل المحال العامة التي تستقبل السياح كالمطاعم والكازينوهات والملاهي والبوفيهات والمقاهي ومحلات الحلوانية وغيرها.
- غرفة محال العاديات والسلع السياحية: وتشمل المنتجات النحاسية والمصنوعات الجلدية والخشبية والأشغال اليدوية وغير ذلك من التحف والمصنوعات التذكارية.
- غرفة الغوص والأنشطة البحرية: وتشمل كافة مراكز الغوص والأنشطة البحرية ويخوت السفاري واللانشات. :24:40

## وصلات خارجية
- الاتحاد المصري للغرف السياحية.
- الصفحة الرسمية للاتحاد على موقع فيس بوك.